# Vie de Grégoire le Grand
La Vie de Grégoire le Grand ou  Vita Gregorii Magni, est une biographie de saint Grégoire Ier, rédigée par Jean Diacre († vers 880).  

## Auteur
La paternité des nombreux manuscrits conservés est attribuée à Jean Diacre (né vers 825 - mort vers 880. De plus, à la fin de l'œuvre, il précisait lui-même son nom. 
Selon les manuscrits, il existe plusieurs appellations en latin : Johannes Hymmonides, Johannes Romanus, Johannes Diaconus.

## Œuvre
Il s'agit d'une biographie, en quatre livres, du pape saint Grégoire Ier ainsi que des papes précédents.
L'œuvre aurait été rédigée vers 872.
Composition des livres d'après la bibliothèque municipale de Lyon possédant un manuscrit :
1. Prologue
2. Au sujet du nom de Grégoire
3. Récit de la jeunesse de saint Grégoire
4. Sur les vertus de Grégoire
5. Sur la sainteté de Grégoire
6. La vie au monastère
7. Le don du plan maternel au naufragé
8. Crue du Tibre et élection du pape Grégoire
9. Humilité de Grégoire
10. Témoignage de la grande charité du pape
11. Conversion des juifs
12. Le treizième convive
13. Les relations entre Maurice et le pape
14. Le miracle des Pâques
15. Messe de saint Grégoire
16. Prière de saint Grégoire pour sauver Trajan
17. Conversion des Anglais
18. Un ermite envie le sort du pape Grégoire
19. Le don des reliques
20. Vengeance d'un homme excommunié pour avoir délaissé sa femme
21. Le tyran
22. Grégoire le prédicateur
23. Récit de la rédaction des Homélies sur Ezechiel
24. Les ouvrages de Grégoire
25. Excommunication d'un moine
26. Le chant grégorien
27. L'évêque Boniface se rend à Rome pour récupérer les Morales de saint Grégoire
28. La lumière de Grégoire
29. Le pape Savinien est puni par Grégoire pour son manque de charité
30. Réflexion de narrateur
31. Conclusion de la Vita et mention aux reliques de saint Grégoire du trésor de Sens
32. Révolte contre Grégoire
33. Le moine et les fausses chartes
34. Instauration de l'office grégorien
35. Jean Diacre rédige la vie de Grégoire
36. Les morales de Grégoire
37. Résumé de la vie

## Caractéristique
Écrite évidemment presque trois cents ans après le décès de saint Grégoire, il est vrai que cette biographie manque parfois de précisions.
L'œuvre s'illustrait surtout de nombreuses descriptions musicales. Il s'agit, aujourd'hui, du document le plus ancien qui attribuait le chant grégorien à ce saint pape, en tant que compositeur, quoiqu'aucun document de nos jours ne puisse confirmer scientifiquement son écriture. Ceux qui concernent sont :

« Ensuite, à la manière du très sage Salomon, dans la maison du Seigneur, en raison de la componction que provoque la douceur de la musique, il compila avec le plus grand soin le recueil de l'Antiphonaire, très utilement pour les chantres. Il fonda aussi la schola des chantres qui maintenant encore pratique le chant dans la sainte Église romaine sur les bases établies par lui. Jointes à d'autres propriétés qu'il lui affecta, il fit bâtir à l'intention de cette schola deux bâtiments ; l'un au pied de la basilique du bienheureux Apôtre Pierre et l'autre, à proximité des bâtiments de patriarchum du Latran où l'on conserve aujourd'hui encore, avec la vénération convenable, outre son Antiphonaire authentique, le lit de repos sur lequel il dirigeait les leçons de chant, ainsi que le martinet avec lequel il menaçait les enfants. »

— Dom Daniel Saulnier, Session de chant grégorien, septembre 2004
Toutefois, dans ce domaine, le livre possède une valeur. L'auteur soulignait l'évolution du chant liturgique de l'Église, en mentionnant les huit papes précédents, à partir de saint Damase Ier († 384). Ces papes contribuèrent à améliorer la cantilena romana, aujourd'hui considérée comme chant vieux-romain. Il est certain que saint Grégoire réorganisa la schola déjà existante. Le pape saint Vitalien († 672) fit en effet développer l'école de Latran, après le trépas de Grégoire le Grand, avec ses choristes réputés, les Vitaliani .

## Publication

### Édition critique
- Iohannes Hymmonides diaconus Romanus, Vita Gregorii I papæ (BHL 3641 - 3642), vol. I, La tradizione manoscritta, série Archivum Gregoriarum 01, Sismel - Edizioni del Galluzzo, Firenze 2004  (ISBN 88-8450-110-5) 435 p[7].

### Traduction
- La Vie de saint Grégoire le Grand, Anatole de Montaiglon, Imprimerie de G. Daupeley, Nogent-le-Rotrou 1879[1]
- La Vie de saint Grégoire le Grand, traduite du latin par Frère Angier, religieux de Sainte-Frideswide, publiée pour la première fois par Paul Meyer, Paris 1883[1]

### Manuscrit
- Bibliothèque de l'abbaye de Saint-Gall, Cod. 578, vers 900 (latin et allemand) : [lire en ligne]

### Traduction
- Bibliothèque municipale de Lyon, traduction en ancien français (extrait) selon le manuscrit ly. 867 : [lire en ligne]